# بتا-هیدروکسی‌بوتیریک اسید
بتا-هیدروکسی‌بوتیریک اسید (انگلیسی: Beta-Hydroxybutyric acid) که با نامِ ۳-هیدروکسی‌بوتیریک اسید هم شناخته می‌شود، یک ترکیب شیمایی آلی و نوعی بتا هیدروکسی اسید با فرمول شیمیایی CH3CH(OH)CH2CO2H است که اسید مزدوج آن بتا-هیدروکسی‌بوتیرات یا همان ۳-هیدروکسی‌بوتیرات است. مشتقات اکسیدشده و پلیمری بتا-هیدروکسی‌بوتیریک اسید به طور گسترده در طبیعت یافت می شود. 

## فعالیت و اثرهای زیست‌شناختی
D-بتا-هیدروکسی بوتیریک اسید، همراه با بوتریک اسید، دو آگونیست درون‌زاد اصلی گیرنده ۲ هیدروکسی کربوکسیلیک اسید، یک زیرواحد Gi آلفا از گیرنده جفت‌شونده با پروتئین جی هستند.
بتا-هیدروکسی‌بوتیریک اسید قادر است از سد خونی مغزی عبور و به درون دستگاه عصبی مرکزی رسوخ کند. سطوح بتا-هیدروکسی‌بوتیریک اسید در کبد، قلب، ماهیچه، مغز و سایر بافت‌ها با ورزش، محدودیت کالری، روزه‌داری و رژیم‌های غذایی کتوژنیک افزایش می‌یابد. این ترکیب به عنوان یک مهارکننده هیستون داستیلاز عمل می‌کند. بتا-هیدروکسی‌بوتیریک اسید از طریق مهار ایزوزیم‌های هیستون داستیلازهای کلاس اول یعنی HDAC2 و HDAC3، سطح فاکتور نورون‌زایی مشتق‌شده از مغز و پیام‌رسانی سلولی گیرنده تیروزین کیناز بی را در هیپوکامپ افزایش می‌دهد. علاوه بر این، یک مطالعه بر روی جوندگان نشان داد که ورزش طولانی‌مدت غلظت بتا-هیدروکسی‌بوتیریک اسید پلاسما را افزایش می‌دهد، که باعث تحریک پروموتورهای ژن سازندهٔ فاکتور نورون‌زایی مشتق‌شده از مغز در هیپوکامپ می‌شود. این یافته‌ها ممکن است به درمان افسردگی، اضطراب و اختلالات شناختی کمک کند.
در بیماران دچار صرع که از رژیم کتوژنیک استفاده می‌کنند، سطح بتا-هیدروکسی‌بوتیریک اسید خون با میزان کنترل حمله صرع ارتباط قابل توجهی دارد. به نظر می‌رسد آستانه اثر ضد تشنجی بهینه تقریباً ۴ میلی مول در لیتر باشد.